# 山口大学教育学部附属山口小学校
国立大学法人山口大学教育学部附属山口小学校（こくりつだいがくほうじんやまぐちだいがくきょういくがくぶふぞくやまぐちしょうがっこう, Yamaguchi Elementary School Attached to the Faculty of Education, Yamaguchi University）は山口県山口市白石三丁目にある国立の小学校。山口大学教育学部の附属学校。

## 概要
歴史
1874年（明治7年）に開校した「山口県教員養成所附属小学校」を前身とする。数回の改称を経て、1951年（昭和26年）に現校名となった。2009年（平成21年）に創立135周年を迎えた。
校章
山口大学の「山」と「大」の文字を縦に組み合わせたものを背景に、「附」の文字を置いている。
1950年頃公募され、卒業生である平田孝男によるものが採用された。
校歌
作詞は不詳。作曲は弘中策による。歌詞は2番まであり、両番とも「このまなびや」で終わる。
定員
1学年男子35名、女子35名の計70名、2学級から構成される。附属幼稚園からはほぼストレートで入学できる。また、ほとんどの生徒が附属山口中学校にそのまま進学する。
服装
制服があり、男子の上着は詰襟、女子の冬服はセーラー服である。

## 授業時間
2000年度に、柔軟な授業編成をする目的で、従来の45分固定授業に替わって、「モジュール制」が導入された。具体的には以下の通りである。
- 1モジュール（以下、Mと略す）=15分である。
- 4M（60分）までは連続でとられる場合が多く、5M（75分）以上は間に10分間の休憩が入る場合が多い。
- Aの時間帯（他の学校でいう1・2時間目）には合計6M（90分）が割り当てられ、間に10分間の休憩が入る。
- ABの時間帯間の中間休み（15分）は固定。
- Bの時間帯（他の学校でいう3・4時間目）には合計7M（105分）が割り当てられ、間に10分間の休憩が入る。
- Cの時間帯（他の学校でいう5・6時間目）には合計6M（90分）が割り当てられる。

## 沿革
- 1874年（明治7年）（創立年）
  - 4月 - 旧藩の学舎、山口明倫館の一部を教習場に充て、「小学校授業伝習所」として山口亀山南麓に創立。
  - 10月 - 「山口県教員養成所附属小学校」とする。
- 1877年（明治10年）3月 - 「山口県師範学校附属小学校」と改称。
- 1885年（明治18年）1月 - （県立）「山口師範学校附属小学校」と改称。
- 1886年（明治19年）8月 - 「山口県尋常師範学校附属小学校」と改称。
- 1888年（明治21年）3月 - 第1回卒業証書授与式を挙行。
- 1898年（明治31年）4月 - 「山口県師範学校附属小学校」（再）と改称。
- 1914年（大正3年）4月 - 「山口県山口師範学校附属小学校」と改称。
- 1919年（大正8年）4月 - 吉敷郡大歳尋常高等小学校（現・山口市立大歳小学校）を代用附属小学校とする。
- 1920年（大正9年）4月 - 「山口県師範学校附属小学校」（再）と改称。
- 1940年（昭和15年）12月 - 山口市芳沢町に校舎を移転。
- 1941年（昭和16年）4月1日 - 国民学校令により、「山口県師範学校附属国民学校」と改称。尋常科を初等科に改称。
- 1943年（昭和18年）3月31日 - 大歳国民学校（現・山口市立大歳小学校）の代用附属校としての使用を終了。
- 1943年（昭和18年）4月1日 - 師範学校の官立（国立）専門学校昇格により、「山口師範学校附属国民学校」と改称。
- 1947年（昭和22年）4月1日 - 学制改革（六・三制の実施）
  - 旧・国民学校の初等科を改組し、「山口師範学校男子部附属小学校」とする。
  - 旧・国民学校の高等科を改組し、「山口師範学校男子部附属中学校」（新制中学校）とし、小学校に併設。
- 1949年（昭和24年）6月 - 新制大学山口大学の発足に伴い、「山口大学山口師範学校附属小学校」に改称。
- 1951年（昭和26年）6月 - 師範学校の廃止に伴い、「山口大学教育学部附属山口小学校」（現校名）と改称。
- 1957年（昭和32年）12月 - 山口市西白石（現在地）に移転。
- 1966年（昭和41年）4月 - 特殊学級（精神薄弱児教育）1学級（低学年）設置。
- 1967年（昭和42年）4月 - 特殊学級（精神薄弱児学級）1学級（高学年）設置。
- 1974年（昭和49年）4月 - 特殊学級（精神薄弱児教育）1学級（中学年）設置。
- 1975年（昭和50年）10月 - 創立100周年記念式典および事業を行う。
- 1979年（昭和54年）4月 - 山口大学教育学部附属養護学校開設のために、特殊学級を廃止。
- 2004年（平成16年）4月 - 国立大学法人法の規定により国立大学法人となる。